# Mayumi Tanaka
Mayumi Tanaka (jap. 田中 真弓 Tanaka Mayumi; ur. 15 stycznia 1955) – japońska seiyū, najbardziej znana z ról Krillina w Dragon Ballu oraz Monkey D. Luffy'ego w One Piece. Jej panieńskie nazwisko to Mayumi Abe (jap. 阿部 真弓 Abe Mayumi). Związana z Aoni Production.

## Wybrana filmografia
- Doki Doki! Pretty Cure: Ira
- Dragon Ball, Dragon Ball Z, Dragon Ball GT, Dragon Ball Z Kai, Dragon Ball Super: Krillin, Yajirobe
- Jūshin Liger: Ken Taiga
- Mashin Eiyūden Wataru: Wataru Ikusabe
- Mashin Eiyūden Wataru 2: Wataru Ikusabe
- Chō Mashin Eiyūden Wataru: Wataru Ikusabe
- One Piece: Monkey D. Luffy
- Robin Hood: Much
- Rurōni Kenshin: Yūtarō Tsukayama
- Sakura Wars: Kanna Kirishima
- Tajemniczy ogród: Dick
- Tottemo! Luckyman: Luckyman
- Urusei Yatsura: Ryūnosuke Fujinami
- Yu Yu Hakusho: Koenma